# العلاقات البوتانية السريلانكية
العلاقات البوتانية السريلانكية هي العلاقات الثنائية التي تجمع بين بوتان وسريلانكا.

## مقارنة بين البلدين
هذه مقارنة عامة ومرجعية للدولتين:
| وجه المقارنة                                              | بوتان          | سريلانكا                         |
| --------------------------------------------------------- | -------------- | -------------------------------- |
| المساحة (كم2)                                             | 38.39 ألف      | 65.61 ألف                        |
| عدد السكان (نسمة)                                         | 807.61 ألف     | 21.44 مليون                      |
| الكثافة السكانية (ن./كم²)                                 | 21.04          | 326.78                           |
| العاصمة                                                   | تيمفو          | سري جاياواردنابورا كوتي، كولمبو  |
| اللغة الرسمية                                             | لغة دزونكا     | اللغة السنهالية، اللغة التاميلية |
| العملة                                                    | نغولترم بوتاني | روبية سريلانكي                   |
| الناتج المحلي الإجمالي (بليون دولار)                      | 2.51 مليار     | 87.17 مليار                      |
| الناتج المحلي الإجمالي (تعادل القوة الشرائية) بليون دولار | 6.49 مليار     | 246.62 مليار                     |
| الناتج المحلي الإجمالي الاسمي للفرد دولار أمريكي          | 2.66 ألف       | 3.93 ألف                         |
| الناتج المحلي الإجمالي للفرد دولار أمريكي                 | 7.82 ألف       | 11.11 ألف                        |
| مؤشر التنمية البشرية                                      | 0.605          | 0.757                            |
| رمز المكالمات الدولي                                      | +975           | +94                              |
| رمز الإنترنت                                              | .bt            | .lk،                             |
| المنطقة الزمنية                                           | ت ع م+06:00    | ت ع م+05:30                      |

## منظمات دولية مشتركة
يشترك البلدان في عضوية مجموعة من المنظمات الدولية، منها:
| علم المنظمة | اسم المنظمة                                                    | تاريخ انضمام بوتان | تاريخ انضمام سريلانكا |
| ----------- | -------------------------------------------------------------- | ------------------ | --------------------- |
|             | بنك التنمية الآسيوي                                            | 1982               | 1966                  |
|             | مؤسسة التنمية الدولية                                          | 28 سبتمبر 1981     | 27 يونيو 1961         |
|             | يونسكو                                                         | 13 أبريل 1982      | 14 نوفمبر 1949        |
|             | وكالة ضمان الاستثمار متعدد الأطراف                             | 21 أكتوبر 2014     | 27 مايو 1988          |
|             | الأمم المتحدة                                                  | 21 سبتمبر 1971     | 14 ديسمبر 1955        |
|             | الاتحاد البريدي العالمي                                        | ?                  | ?                     |
|             | البنك الدولي للإنشاء والتعمير                                  | 28 سبتمبر 1981     | 29 أغسطس 1950         |
|             | الاتحاد الدولي للاتصالات                                       | 15 سبتمبر 1988     | 1897                  |
|             | منظمة حظر الأسلحة الكيميائية                                   | ?                  | ?                     |
|             | مؤسسة التمويل الدولية                                          | 1 ديسمبر 2003      | 20 يوليو 1956         |
|             | مبادرة خليج البنغال للتعاون التقني والاقتصادي المتعدد القطاعات | ?                  | ?                     |
|             | منظمة الشرطة الجنائية الدولية                                  | ?                  | ?                     |

## وصلات خارجية
- موقع وزارة الخارجية البوتانية
- موقع وزارة الخارجية السريلانكية